# Via normale

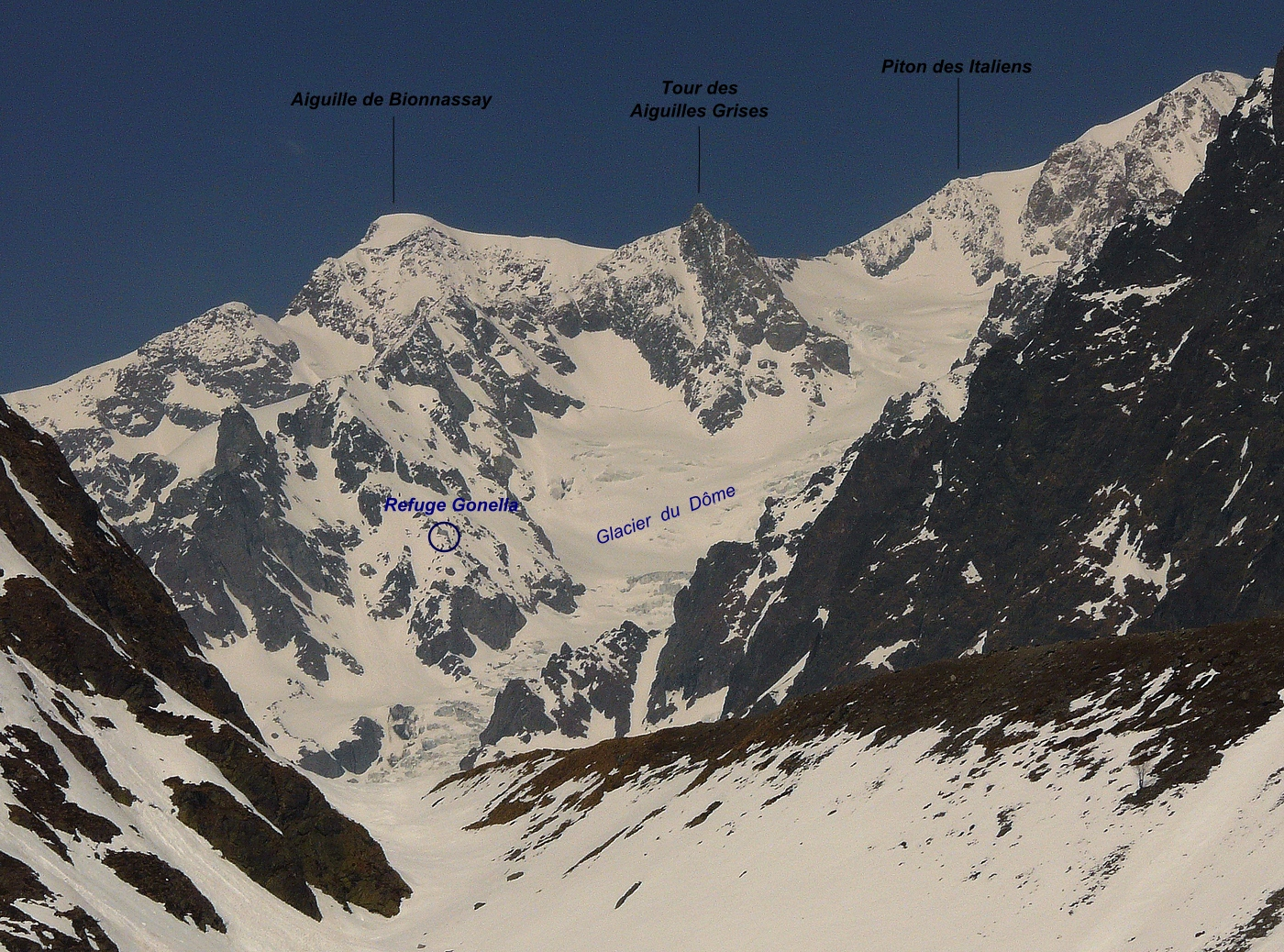
Via normale italiana al Monte Bianco

In alpinismo con la locuzione via normale si intende il percorso o via di salita più facile per raggiungere la vetta di una montagna ovvero quella con grado di difficoltà escursionistico/alpinistico meno elevato: spesso, ma non sempre, si tratta della via seguita dai primi salitori, distinguendosi da altri itinerari di difficoltà maggiori utilizzati per salire in cima come direttissime, vie ferrate o vie d'arrampicata.

## Descrizione

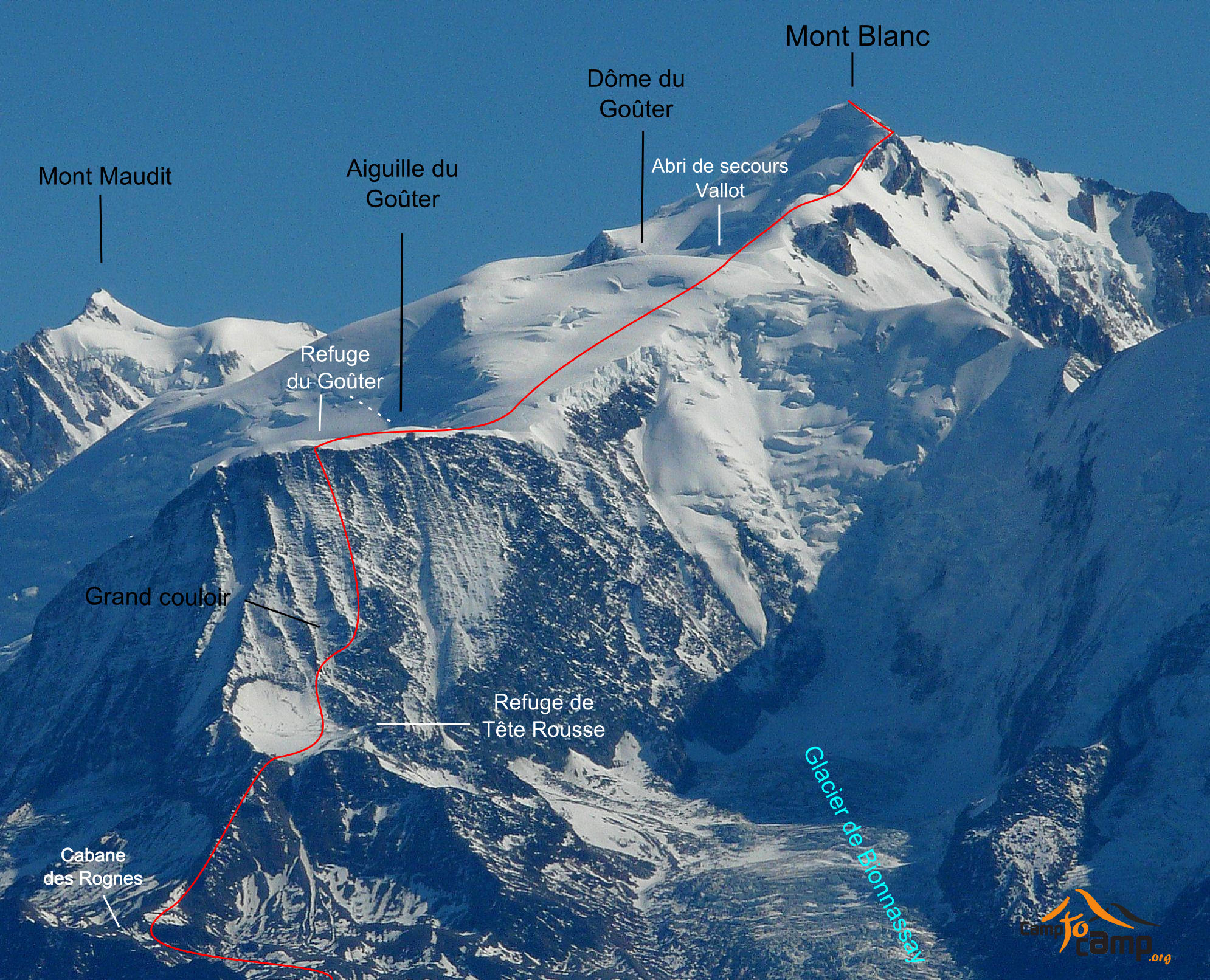
Tracciato delle Via normale francese al Monte Bianco

Comunemente per ogni monte di una certa importanza sono descritte una o più vie normali. La presenza di più vie normali è a volte dovuta non alla perfetta uniformità nella difficoltà delle vie, ma alla scelta di punti di partenza per l'ascensione molto diversi tra loro perché, ad esempio, collocati in differenti vallate. Ad esempio per il Monte Bianco si parla di una via normale francese, che è evidentemente la via più facile con partenza dal versante francese della montagna, e di una via normale italiana.
Talvolta la via normale non presenta alcuna difficoltà alpinistica, ma solamente escursionistiche; in altri casi le difficoltà possono anche essere considerevoli (come per esempio sulla normale del K2). Spesso le normali sono la via d'accesso preferita dai collezionisti di cime, ovvero da quegli escursionisti o alpinisti interessati, più che alle difficoltà o alle caratteristiche insite negli itinerari di montagna, al fatto di completare l'ascensione a tutte le cime comprese nella lista di loro interesse. Nella letteratura alpinistica esistono varie raccolte di itinerari specificamente dedicate alle vie normali.

## Galleria d'immagini

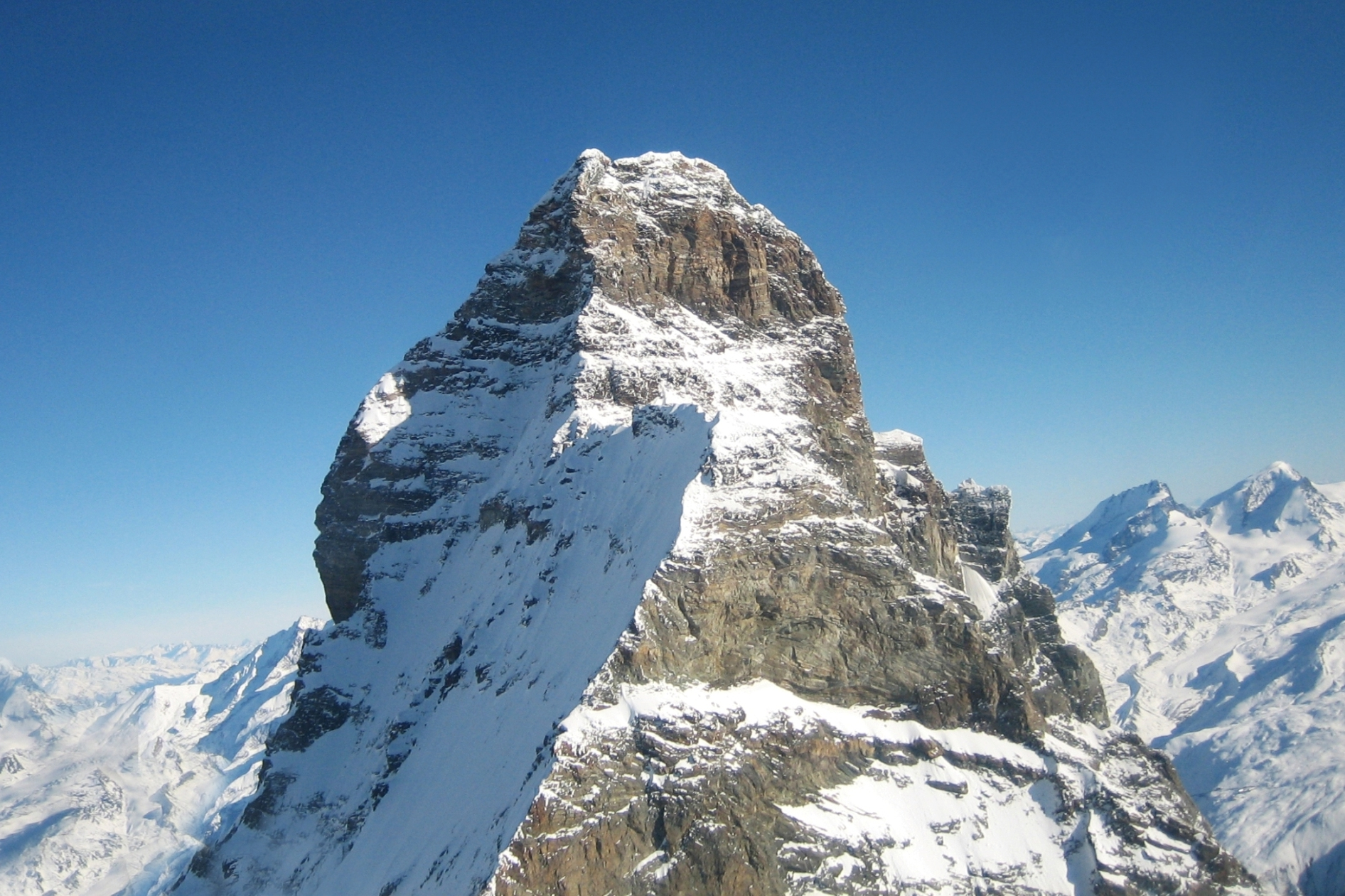
Tratto finale della via normale italiana al Cervino
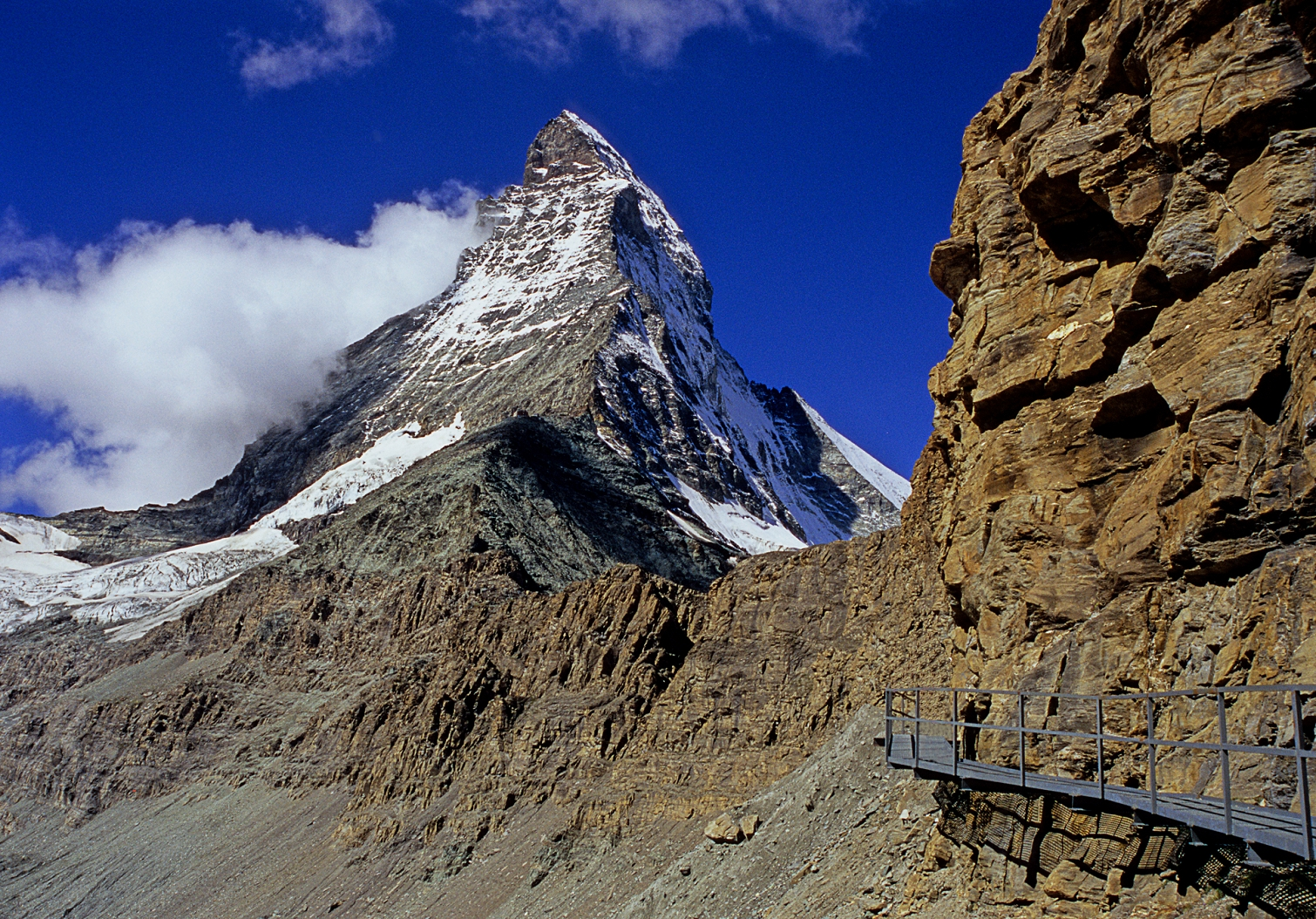
Via normale svizzera al Cervino
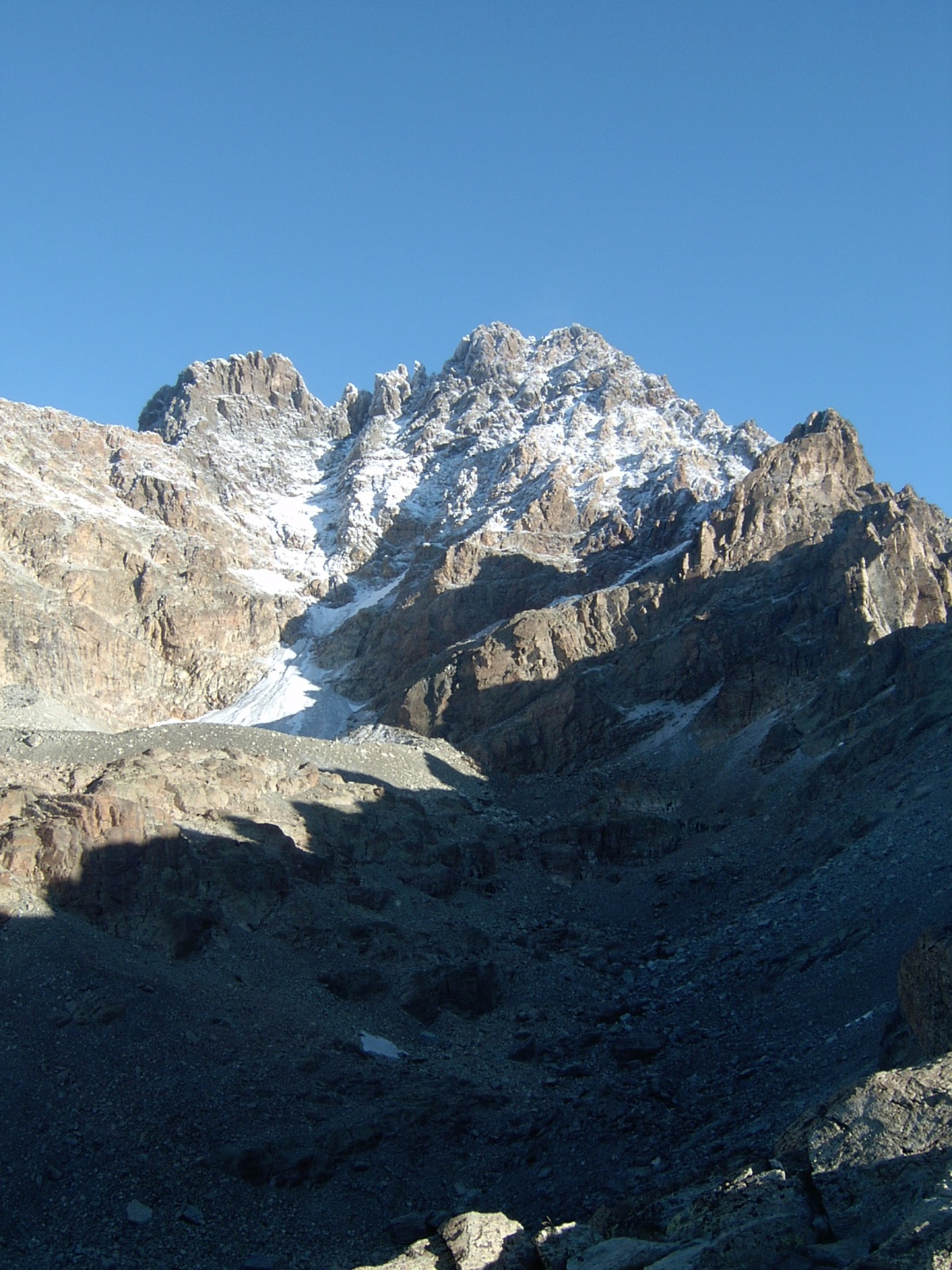
Via normale del Monviso
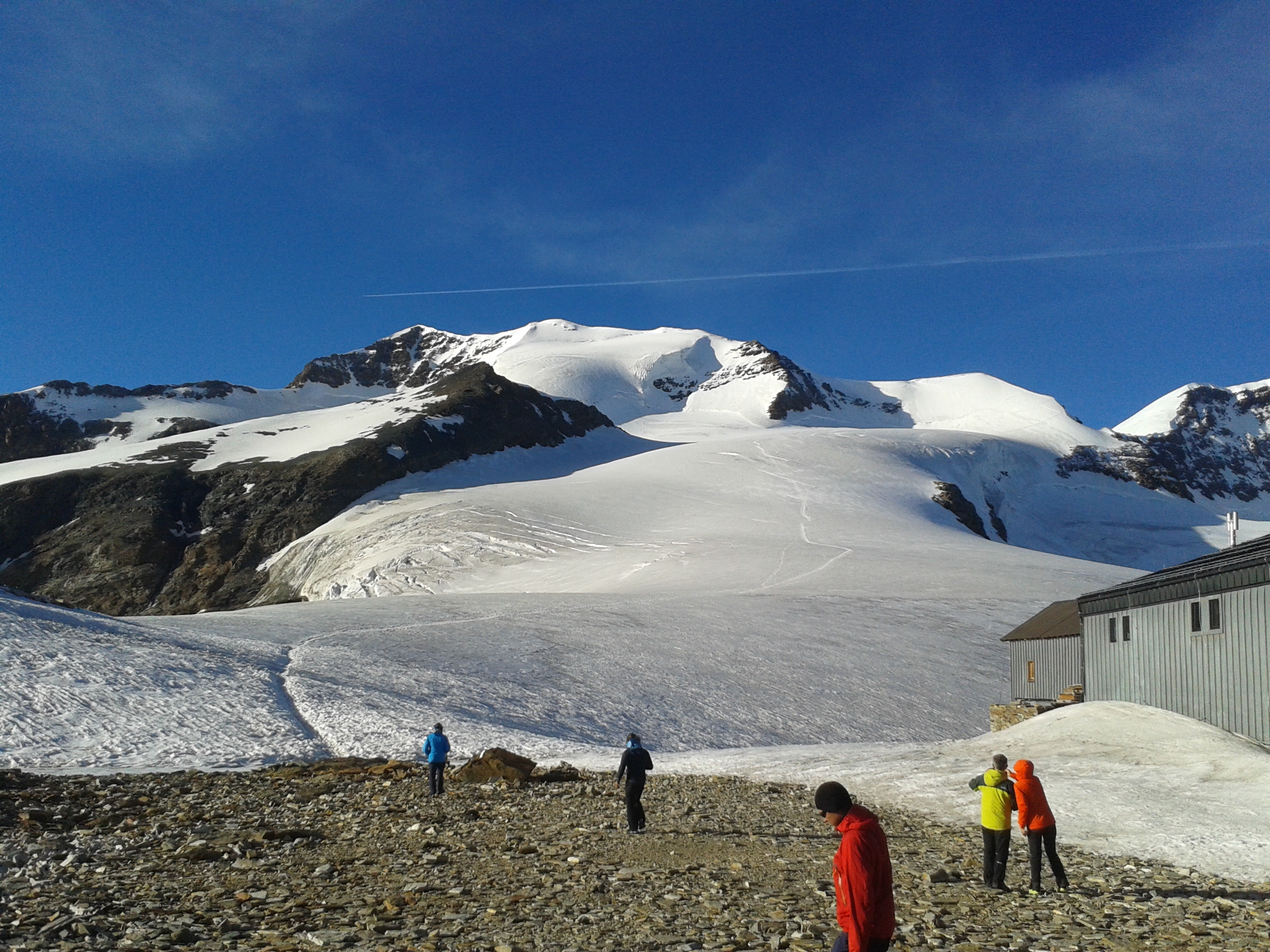
Via normale al Castore
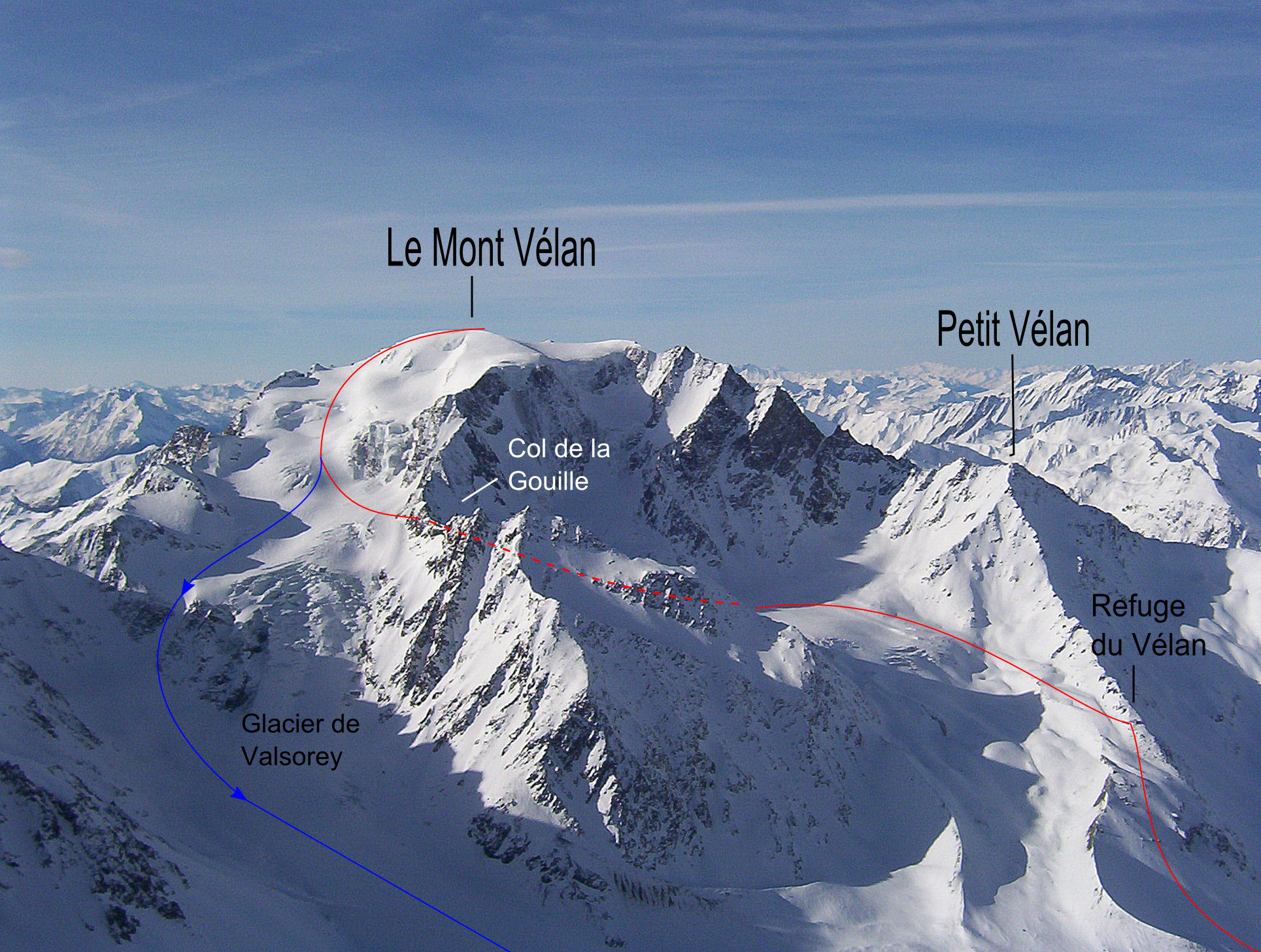
Via normale al Monte Vélan
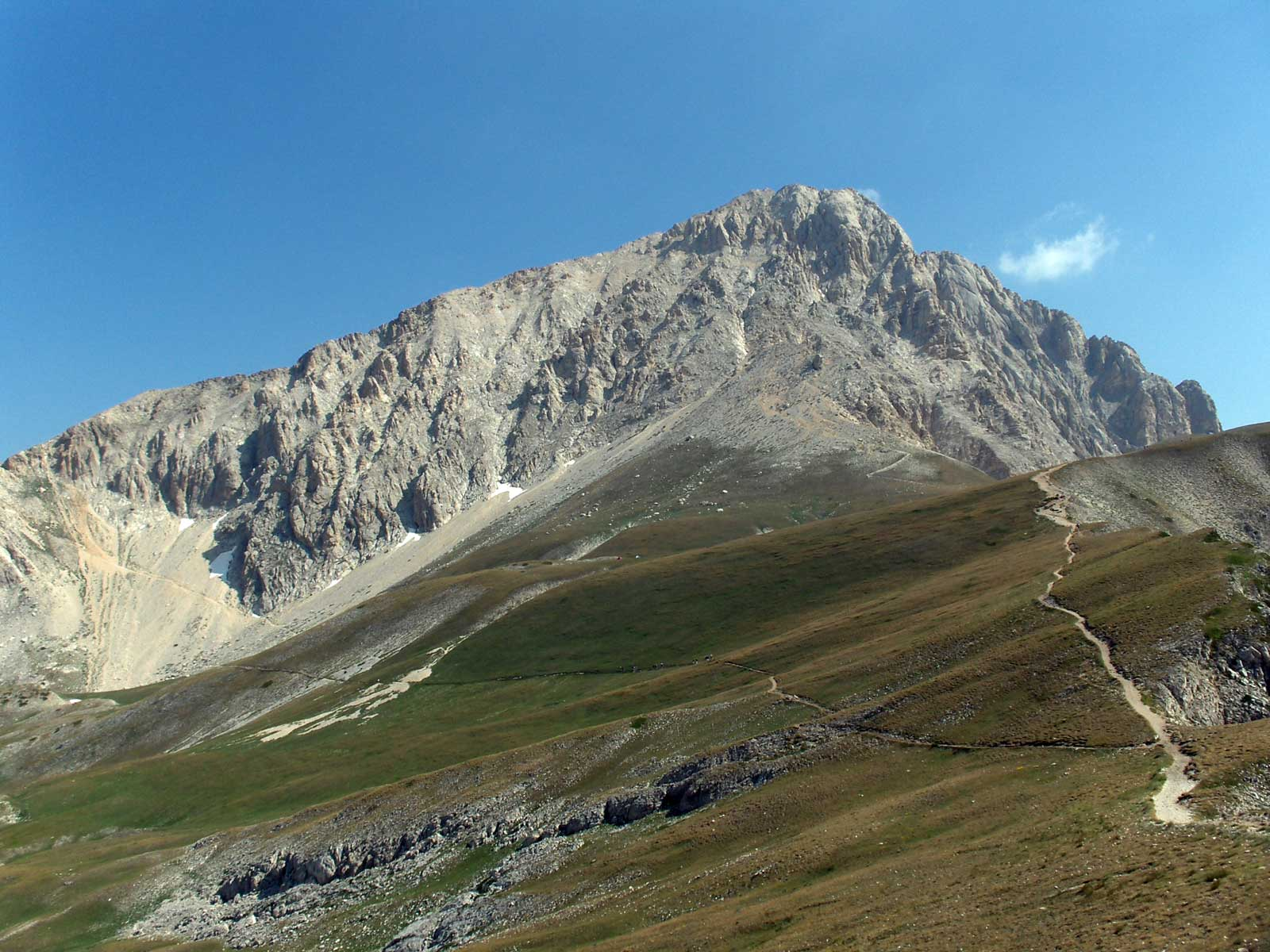
Via normale al Gran Sasso